# غوردون شارب
غوردون شارب (بالإنجليزية: Gordon Sharp)‏ هو موسيقي بريطاني، ولد في 1961.

## وصلات خارجية
- غوردون شارب على موقع IMDb (الإنجليزية)
- غوردون شارب على موقع ميوزك برينز (الإنجليزية)
- غوردون شارب على موقع ديسكوغز (الإنجليزية)